# Губський Кузьма Давидович
Кузьма Давидович Губський (18 липня 1908, село Торчиця (Торища?) Київської губернії, тепер Білоцерківського району Київської області — ?) — український радянський партійний діяч, завідувач відділу транспорту і зв'язку ЦК КПУ.

## Життєпис
Народився в селянській родині.
Член ВКП(б) з 1928 року.
До квітня 1949 року — інструктор транспортного відділу ЦК КП(б)У.
У квітні 1949 — червні 1953 року — заступник завідувача транспортного відділу ЦК КП(б)У.
У червні 1953 — серпні 1954 року — заступник завідувача промислово-транспортного відділу ЦК КПУ.
У серпні — вересні 1954 року — заступник завідувача відділу транспорту і зв'язку ЦК КПУ.
У вересні 1954 — 1968 року — завідувач відділу транспорту і зв'язку ЦК КПУ.
Подальша доля невідома.

## Звання
- інженер-капітан

## Нагороди
- орден Трудового Червоного Прапора (26.02.1958)
- орден «Знак Пошани» (25.11.1949)
- ордени
- медаль «За перемогу над Німеччиною у Великій Вітчизняній війні 1941—1945 рр.» (1945)
- медалі